# Xã Canova, Quận Miner, South Dakota
Xã Canova (tiếng Anh: Canova Township) là một xã thuộc quận Miner, tiểu bang Nam Dakota, Hoa Kỳ. Năm 2010, dân số của xã này là 82 người.